# Life for Rent
Life for Rent (в перекладі з англ. Життя в оренду) — другий студійний альбом співачки Dido, випущений в 2003 році. У всьому світі було продано понад 12 млн екземплярів, альбом 10 тижнів очолював хіт-парад Великої Британії UK Albums Chart і був 7 разів сертифікований в платиновому статусі англійською організацією BPI.

## Список композицій
1. «White Flag» — 4:01
2. «Stoned» — 5:55
3. «Life for Rent» — 3:41
4. «Mary's in India» — 3:42
5. «See You When You're 40» — 5:20
6. «Don't Leave Home» — 3:46
7. «Who Makes You Feel» — 4:21
8. «Sand in My Shoes» — 5:00
9. «Do You Have a Little Time» — 3:55
10. «This Land Is Mine»  — 3:46
11. «See the Sun» — 5:05
12. «Closer» (прихований трек) — 3:29

## Альбом у чартах
| Хіт-парад                          | Найвища позиція | Сертифікація  | Продажі    |
| ---------------------------------- | --------------- | ------------- | ---------- |
| Argentinian Albums Chart           | —               | 3× платиновий | 120 000+   |
| Australian Albums Chart            | 1               | 6× платиновий | 420 000+   |
| Austrian Albums Chart              | 2               | платиновий    | 30 000+    |
| Belgium Albums Chart (Flanders)    | 1               | 2× платиновий | 100 000+   |
| Belgium Albums Chart (Wallonia)    | 1               | 2× платиновий | 100 000+   |
| Brazilian Albums Chart             | —               | золотий       | 50 000+    |
| Canadian Albums Chart              | 2               | 3× платиновий | 300 000+   |
| Данія                              | 1               | платиновий    | 30 000+    |
| European Top 100 Albums            | 1               | 5× платиновий | 5 000 000+ |
| Фінляндія                          | 3               | золотий       | 17 400+    |
| Франція                            | 1               | 2× платиновий | 645 000+   |
| Німеччина                          | 1               | 3× платиновий | 600 000+   |
| Угорщина                           | 7               | золотий       | 15 000+    |
| Італія                             | 2               | платиновий    | 100 000+   |
| Мексика                            | 4               | золотий       | 75 000+    |
| Нідерланди                         | 1               | платиновий    | 80 000+    |
| New Zealand Albums Chart           | 1               | 4× платиновий | 60 000+    |
| Норвегія                           | 2               | 2× платиновий | 80 000+    |
| Росія                              | —               | платиновий    | 20 000+    |
| Швеція                             | 1               | платиновий    | 60 000+    |
| Швейцарія                          | 1               | 3× платиновий | 120 000+   |
| UK Albums Chart                    | 1               | 7× платиновий | 2 833 000+ |
| U.S. Billboard 200                 | 4               | 2× платиновий | 2 100 000+ |
| U.S. Billboard Top Internet Albums | 12              | 2× платиновий | 2 100 000+ |

## Сертифікації
| Регіон                                                                                          | Сертифікація  | Продажі    |
| ----------------------------------------------------------------------------------------------- | ------------- | ---------- |
| Аргентина (CAPIF)                                                                               | Платиновий    | 40 000^    |
| Австралія (ARIA)                                                                                | 6× Платиновий | 420 000^   |
| Австрія (IFPI Austria)                                                                          | Платиновий    | 30 000*    |
| Бельгія (BEA)                                                                                   | 3× Платиновий | 150 000*   |
| Бразилія (ABPD)                                                                                 | Золотий       | 50 000*    |
| Канада (Music Canada)                                                                           | 3× Платиновий | 300 000^   |
| Чехія                                                                                           | —             | 20,000     |
| Данія (IFPI Denmark)                                                                            | Платиновий    | 40 000^    |
| Фінляндія (IFPI Finland)                                                                        | Золотий       | 17,485     |
| Франція (SNEP)                                                                                  | 2× Платиновий | 600 000*   |
| Німеччина (BVMI)                                                                                | 3× Платиновий | 600 000^   |
| Греція (IFPI Greece)                                                                            | Золотий       | 10 000^    |
| Угорщина (Mahasz)                                                                               | Золотий       | 10 000^    |
| Мексика (AMPROFON)                                                                              | Золотий       | 50 000^    |
| Нідерланди (NVPI)                                                                               | Платиновий    | 80 000^    |
| Нова Зеландія (RIANZ)                                                                           | 4× Платиновий | 60 000^    |
| Норвегія (IFPI Norway)                                                                          | 2× Платиновий | 80 000*    |
| Польща (ZPAV)                                                                                   | Золотий       | 35 000*    |
| Португалія (AFP)                                                                                | Золотий       | 30,000     |
| Росія (NFPF)                                                                                    | Платиновий    | 20 000*    |
| Іспанія (PROMUSICAE)                                                                            | Золотий       | 50 000^    |
| Швеція (IFPI Sweden)                                                                            | Платиновий    | 60 000^    |
| Швейцарія (IFPI Switzerland)                                                                    | 3× Платиновий | 120 000^   |
| Велика Британія (BPI)                                                                           | 9× Платиновий | 2,900,000  |
| США (RIAA)                                                                                      | 2× Платиновий | 2,100,000  |
| Підсумки                                                                                        |               |            |
| Європа (IFPI)                                                                                   | 5× Платиновий | 5 000 000* |
| Worldwide                                                                                       | —             | 12,000,000 |
| *продажі, що базуються лише на сертифікаціях ^відвантаження, що базуються лише на сертифікаціях |               |            |